# بخلین
بخلین (به چکی: Bechlín) یک منطقهٔ مسکونی در جمهوری چک است که در ناحیه لیتومیریتسه واقع شده‌است. بخلین ۱۵٫۳۲ کیلومتر مربع مساحت و ۱٬۱۸۹ نفر جمعیت دارد و ۲۰۹ متر بالاتر از سطح دریا واقع شده‌است.